# Esquilin

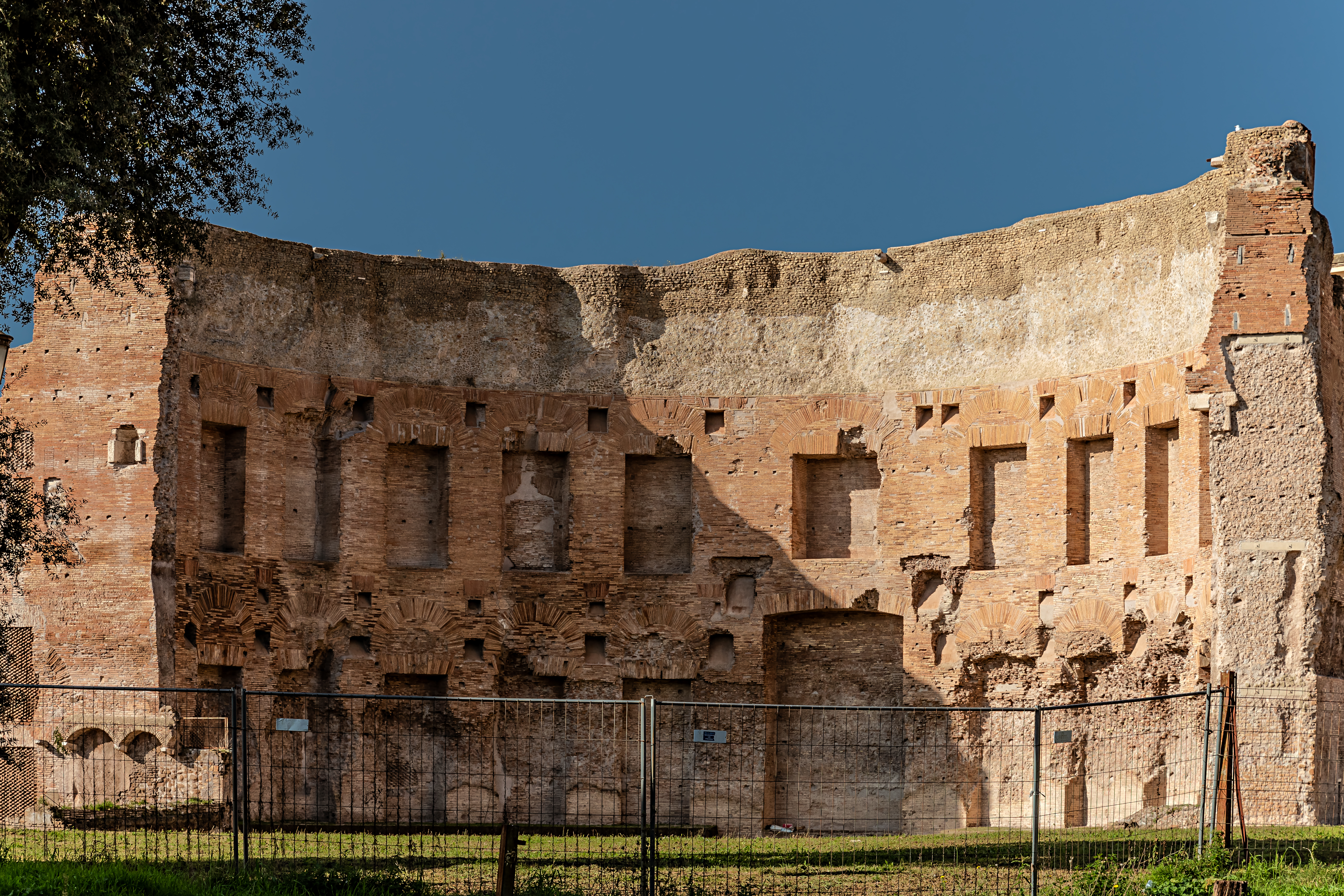
Trajánovy lázně a vykopávky Domus aurea

Sedm pahorků města Říma

Esquilin nebo Eskvilin je návrší ve středu města Říma, severně od Kolosea. Je to jeden ze „Sedmi pahorků“, na nichž stál starověký Řím a leží severně od Caelia. Vybíhá do tří ostrohů:
- severní Cispius, směrem k nádraží Termini,
- jižní Oppius, bezprostředně u Kolosea,
- západní Fagutalis.

## Historie
Podle Livia byl pahorek osídlen až za krále Servia Tullia v 6. stol. př. n. l., který sem také přenesl své sídlo. Také název Esquilinus snad mohl původně znamenat „za městem“. Boháč Maecenas si na západní straně v 1. století př. n. l. vybudoval přepychové zahrady, z nichž se zachovalo jeho auditorium. Na jihu si postavil císař Nero obrovskou residenci Domus Aurea a později Traján své lázně. V 3. století vznikly na jihu Liciniovy zahrady.

## Pamětihodnosti
- Domus Aurea, palác císaře Nerona naproti Koloseu
- Trajánovy lázně na severovýchod odtud
- Nymfeum, mylně považované za chrám bohyně Minerva Medica
- San Pietro in Vincoli (Řím) (Svatý Petr v okovech)
- Bazilika Panny Marie Sněžné (S. Maria Maggiore) na severním ostrohu blízko nádraží Termini
- Esquilinský poklad - soubor římských archeologických nálezů; Vatikánská muzea Řím